# Penstemon gentryi
Penstemon gentryi är en grobladsväxtart som beskrevs av Standley. Penstemon gentryi ingår i släktet penstemoner, och familjen grobladsväxter. Inga underarter finns listade i Catalogue of Life.